# چن لینگ
چن لینگ (انگلیسی: Chen Ling؛ زادهٔ ۱۶ ژوئن ۱۹۸۷) کماندار زن اهل چین است.
وی در مسابقات کشوری و بین‌المللی در مجموع برندهٔ ۱ مدال نقره شده‌است.